# Fonogram díj az év hazai modern pop-rock albumáért
A Fonogram díj az év hazai modern pop-rock albumáért díjat 2009-ben adták át először ezen a néven. 2014-től nem csak albumokat, hanem hangfelvételeket is jelöltek ebben a kategóriában.

## Díjazottak és jelöltek
| Év   | Előadó                    | Munka                                                                      | Kiadó                     | Jelöltek | For.  |
| ---- | ------------------------- | -------------------------------------------------------------------------- | ------------------------- | --- | ----- |
| 2009 | Kovácsovics Fruzsina      | Üveggolyó                                                                  | EMI                       | - Ágnes Vanilla - A gömb (Culture Mission/Hammer Music) - Anti Fitness Club - Anti Fitness Club (Magneoton) - Belmondo - Hogy nézel rám? (FF Film & Music) - Hooligans - Privát mennyország (EMI) - Soffi - Sugarpunk (EMI) |       |
| 2010 | Turbo                     | Turbo                                                                      | Mamazone                  | - Anti Fitness Club - LéleKzet (Magneoton) - Kovácsovics Fruzsina - Fuss el végre (EMI) - Magna Cum Laude - 999 (Magneoton) - Péterfy Bori & Love Band - 2 (Megadó) | [ 1 ] |
| 2011 | Kowalsky meg a Vega       | Ötcsillagos *****                                                          | Alexandra Records         | - Anima Sound System – Tedd a napfényt be a számba (NarRator Records) - Anna and the Barbies – Gyáva forradalmár (CLS Music) - Caramel – Lélekdonor (Tom–Tom Records) - Dobrády Ákos – Közelebb egymáshoz (Seven Music) - Vad Fruttik – Fénystopposok (Megadó) |       |
| 2012 | FreshFabrik               | Mora                                                                       | Alexandra Records         | - Belmondo – Mikor (Music Fashion) - Gringo Sztár – Pálinka Sunrise (BMC Records) - Király Viktor – Solo (King Music) - Kowalsky meg a Vega – Az évtized lemeze (CLS Music) - Supernem – Tudományos-fantasztikus Pop (1G Records) |       |
| 2013 | Anna and the Barbies      | Ánem!                                                                      | CLS Music                 | - Anti Fitness Club - Metamorphosis (Schubert Music Publishing) - Intim Torna Illegál - Kísérlet (Tom-Tom Records) - Majka, Curtis, BLR - Belehalok (Magneoton) - Radics Gigi - Vadonatúj érzés (Magneoton) - We Are Rockstars - Let It Beat (Szerzői kiadás) | [ 2 ] |
| 2014 | The Biebers               | Sorry                                                                      | Gold Record Music Kft.    | - Grand Mexican Warlock - Hell Sweet Hell (MamaZone) - Irie Maffia - Nagyon Jó Lesz (Irie Maffia Productions) - Kállay-Saunders András - My Baby/Running (Today Is Vintage/Mistral Music Kft) - Király Viktor - Fire (King Music / Sony Music) | [ 3 ] |
| 2015 | Wellhello                 | Rakpart / apuveddmeg                                                       | Magneoton                 | - Kelemen Kabátban - Maradjatok Gyerekek (Kelemen Kabátban) - Király Viktor - 3rd Dimension (King Music) - Middlemist Red - Supersonic Overdrive (MamaZone) - Supernem - Túl a frekvencián (Gold Record) - The Carbonfools - Carbonbliss (1G Records) - Turbo - Pentagram (MamaZone) |       |
| 2016 | Wellhello                 | Elnöki ügy / Gyere és táncolj / Késő már / Emlékszem, Sopronban            | Magneoton                 | - Belmondo - Kalapot le! (Music Fashion) - Fish! - Ne is figyelj rám (Gold Record) - Punnany Massif - Hétköznapi Hősök / Utolsó Tánc / Vendéglátós (AM:PM Music) - Rúzsa Magdolna - Április / Tejút (Magneoton) |       |
| 2017 | Rúzsa Magdolna            | Érj hozzám                                                                 | Magneoton                 | - Honeybeast - Bódottá (Gold Record) - Irie Maffia - Bajnok (szerzői kiadás) - Quimby - Jónás jelenései (Tom-Tom Records) - Wellhello - #Sohavégetnemérős (Magneoton) |       |
| 2018 | Heincz Gábor ’Biga’       | Gátlás sztriptíz                                                           | Schubert Music Publishing | - Amber Smith - New (Szerzői kiadás) - Fish! - Idő van / Visszhang (Gold Record) - Halott Pénz - Ahol a május földet ér / Ahol a május földet ér (JumoDaddy Remix) (Szerzői kiadás) - Kowalsky meg a Vega - Kilenc (Szerzői kiadás) - Margaret Island - Bakancslista / A rab gólya (Gold Record) |       |
| 2019 | Margaret Island           | III / Hóvirág / Legszebb szavak                                            | Gold Record               | - Follow the Flow - Anyám mondta / Érdekemberek / Maradok távol / Nem tudja senki / Plátói (Supermanagement) - Kowalsky meg a Vega - Mint egy jel / Lehetetlen nincs - Velünk kerek a világ! (x Lotfi Begi) (MFM / Universal Music) - Halott Pénz - Ahol a május földet ér / Ahol a május földet ér (JumoDaddy Remix) (Szerzői kiadás) - Nomad - Új remény (Keytracks Hungary) - Random Trip - Zenehíd (AM/PM) |       |
| 2020 | Rácz Gergő x Orsovai Reni | Mostantól                                                                  | Schubert Music Publishing | - DR BRS - Tűzvarázsló (x Király Viktor) / Ma jól vagyok (x Jazz+Az) / Koccintós (x Varga Viktor feat. Biga) / Hol van az a lány (x Fekete Vonat feat. Halott Pénz, Monkeyneck) (Magneoton) - Follow the Flow - Nem tudja senki (Supermanagement) - Konyha - Százszor visszajátszott / Földrevaló (feat. Fábián Juli Film Allstars) (MMM Records) - Turbo - Csillagból emberré (Pongo Pongo Collective) |       |
| 2021 | Halott Pénz               | Melletted / Amikor feladnád / Szeretni, akit nem lehet (feat. Rúzsa Magdi) | szerzői kiadás            | - Berkes Olivér - Visszakér a múlt / Éltük az éjszakát / Rólad szól / Nem volt szép (x BSW) / Számítok rád (x Miss Mood) (Magneoton) - Dés László, Geszti Péter - Csillagszórás (Tom-Tom Records) - Follow the Flow - A holnap küszöbén / Kivetett / Tavasz (Supermanagement) - Turbo - Iránytű (Pongo Pongo Collective) |       |
| 2022 | Blahalouisiana            | Nem ereszt / Ne engedj még el / Szívemet kitépted / Lábnyomunk a hóban     | Gold Record               | - Azahriah - Mind1 (x Desh) / Rét (x Desh) / Camouflage (Supermanagement) - Perrin - High On Glitter (AM:PM Music) - Rúzsa Magdolna - Karma / 1 x fent 1 x lent (Plagiguel) - Saya Noé - Museum of Sins (szerzői kiadás) |       |
| 2023 | Margaret Island           | Hol marad az én történetem / Rámszakadt (feat. JumoDaddy) / Szeszélyes     | Gold Record               | - Azahriah - silbak / A ló túloldalán (DESH) / El Barto (DESH) (Supermanagement) - Blahalouisiana - Éllek túl / Hozzánk idomult éjjel az ég (Gold Record) - Dzsúdló - Ha meghalok / Ha eddig nem kellettem / Szörnyeteg / Várnék (feat. Azahriah) (Supermanagement) - Ohnody - Sietünk Meghalni (Théque Records) - VALMAR feat. Szikora Robi - Úristen (szerzői kiadás) |       |
| 2024 |                           |                                                                            |                           | - Blahalouisiana - Kedvenc rögeszmém / Live at Pusztazámor / Nem hittek Lennonnak / Szeressetek (Gold Record) - cserihanna - KIKÖTŐ (Magneoton) - Dzsúdló - unom (Élő) / KINCUGI (Supermanagement) - Halott Pénz - Az idő / Oh igen! (feat. ByeAlex) / Mielőtt megismertelek (feat. Dzsúdló) / Szétszeretlek (feat. Oláh Heléna) (Szerzői kiadás) - Margaret Island - Félember / Idegszálaival (A végső türelem is idekötöz) / Kés hegyén / Ugyanitt várlak / Rámszakadt (feat. JumoDaddy) (Gold Record) - Paulina - Anya / Jajdogálni fogsz / Menni kell / Mosoly / Odaadom (Gold Record) |       |